# نادي يونيون نوشاتيل لكرة السلة
نادي يونيون نوشاتيل لكرة السلة هو فريق كرة سلة سويسري للمحترفين تأسس في سنة 1999 يقع مقره في نوشاتيل. يلعب في الدوري السويسري.

## الإنجازات
- كأس سويسرا لكرة السلة
  - البطولة (1): 2013

## أبرز اللاعبين
من أبرز اللاعبين الذين لعبوا معه:
- ديفيد بيل
- إيفيكا رادوسافيليفيتش

## وصلات خارجية
- الموقع الرسمي